# بخت ما
بخت ما (به زبان کونکانی: Amchem Noxib) یک فیلم گوآیی به زبان کونکانی است که در سال ۱۹۶۳ منتشر شد. این فیلم، دومین فیلم کونکانی پس از ویار عشق است که به موفقیت چشمگیری دست یافت و بدعت جدیدی برای سینمای نوپای کونکانی بنیان نهاد.